# Limatulichthys griseus
Limatulichthys griseus es una especie de peces de la familia Loricariidae en el orden de los Siluriformes.

## Morfología
• Los machos pueden llegar a alcanzar los 18 cm de longitud total.

## Hábitat
Es un pez de agua dulce y de clima tropical.

## Distribución geográfica
Se encuentran en Sudamérica:  cuencas de los ríos  Amazonas,  Tocantins,  Esequibo,  Orinoco occidental y  Parnaíba.